# JFK: Потерянная пуля
JFK: Потерянная пуля (англ. JFK: The Lost Bullet) — документальный фильм от National Geographic первый показ в новостной сети Canadian Broadcasting Corporation  в начале 2013. Фильм пытается объяснить, что произошло с первой пулей, выпущенной по президенту Кеннеди. Он переоценивает знаменитый фильм Запрудера, в котором показано убийство Джона Кеннеди, и заявляет, что Запрудер пропустил первый выстрел, что меняет временную шкалу выпущенных пуль, делая возможным попадание первой пули в корпус подвесного светофора. Документальный фильм также показывает другие домашние фильмы, снятые свидетелями в этот день. В фильме показан современный цифровой анализ кадров с темными участками кадра, из которых удаётся получить изображение. Никаких скрытых стрелков в этих тенях не обнаруживается.